# Atalaya multiflora
Atalaya multiflora là một loài thực vật có hoa trong họ Bồ hòn. Loài này được Benth. mô tả khoa học đầu tiên năm 1863.

## Hình ảnh

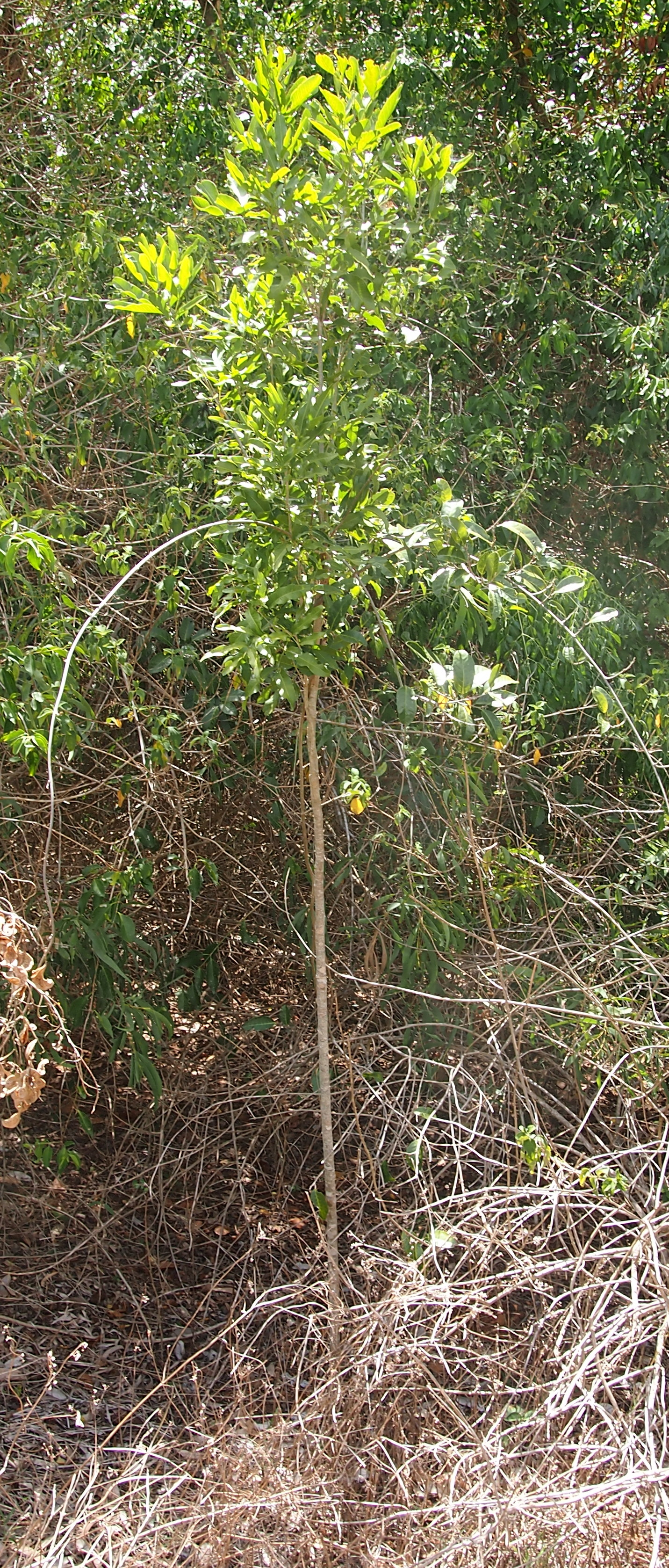